# Lossless Predictive Audio Compression
Lossless Predictive Audio Compression (LPAC) es un algoritmo que no produce pérdidas al descomprimir un archivo de audio. Se usa para archivos de audio digital.

## Sistema de compresión
Para la música popular los cocientes los encontramos alrededor de 2. Música clásica alrededor de 2.5. Los cocientes se dan a partir de 1.5 a 4 dependiendo del material de audio. Siendo esto una de las ventajas sobre los algoritmos como: Real-Audio y MP3 que esta alrededor de los compresión de 11 a 128 Kbit/s. Es utilizado en Winamp con un plug-in archivando como PAC.
Codifica mucho más rápido que en tiempo real a un Pentium de 500 megahercios. Se utiliza en plataformas como Microsoft Windows, GNU/Linux y Solaris, siendo compatibles entre ellos. Utiliza un método llamado "predicción lineal" donde utiliza muestras anteriores para dar una estimación del valor actual de la señal de audio. Si la predicción es buena, la diferencia entre la estimación y la muestra real será muy pequeña. Se cifran estos valores de la diferencia usando la codificación supuesta de Huffman.

## Tipo
- Compresión rápida: algoritmo o predicción polinómica. Requiere solamente operaciones del número entero, pero alcanza resultados más pobres de la compresión que los otros modos.
- Compresión simple: preedición lineal baja. Es bastante rápida, pero no es tan eficiente.
- Compresión media: preedición lineal media. A menudo es una buena opción en términos de velocidad y eficacia.
- Alta compresión: preedición lineal alta.
- Compresión superior: es la predicción más alta que se puede alcanzar.
- Compresión de encargo: este modo ofrece la posibilidad para fijar algunas opciones manualmente

## Lista de códecs de audio

### Sin pérdida
- Apple Lossless.
- Direct Stream Transfer (DST).
- FLAC.
- LA (Lossless Audio).
- Full-HD Voice.
- LTAC
- MLP
- APE (Monkey's Audio).
- OptimFROG.
- HD Radio.
- RealAudio Loseless.
- RKAU.
- SHN.
- TTA.
- WavPack.
- Windows Media Audio.

### Con pérdida
- AC3(Dolby Digital A/52).
- ADPCM.
- AAC (MPEG-2 y MPEG-4)
- ADX (usado en videojuegos).
- Atrac (usado en dispositivos MiniDisc).
- DTS.
- MP1 (MPEG audio layer-1).
- MP2 (MPEG audio layer-2).
- MP3 (MPEG audio layer-3)
- Musepack
- Perceptual Audio Coding
- TwinVQ
- Ogg Vorbis
- WMA (Windows Media Audio).
- Speech encoding.
- GSM
- G.711.
- G.722.
- G.723.
- G.726.
- G.728.
- G.729.
- HILN (MPEG-4 Parametric audio coding).
- AMR.
- Speex (libre de patentes).
- IMBE.
- AMBE.
- VSELP.
- CELP.
- SMV.
- EVRC.
- QCELP.
- Perceptual Audio Coding (usado en radio digital y vía satélite).